# Valley of the Dolls (album)
Valley of the Dolls è il secondo album del gruppo musicale punk britannico Generation X, pubblicato nel 1979 su Chrysalis negli Stati Uniti e in Regno Unito.

## Tracce
Tutte le tracce scritte da Billy Idol e Tony James, tranne dove indicato.
1. Running with the Boss Sound – 5:06
2. Night of the Cadillacs – 3:23
3. Paradise West – 5:21
4. Friday's Angels – 3:17
5. King Rocker – 2:18
6. Valley of the Dolls – 3:35
7. English Dream – 4:59
8. Love Like Fire – 3:06
9. The Prime of Kenny Silvers (Part One) – 3:43
10. The Prime of Kenny Silvers (Part Two) – 3:35

### Bonus track (ristampa CD inRegno Unito[2])
1. Gimme Some Truth (John Lennon) - 2:24
2. Shakin' All Over (Johnny Kidd) - 2:45

## Crediti
Formazione:
- Billy Idol - voce, chitarra
- Bob "Derwood" Andrews - chitarra, voce d'accompagnamento
- Tony James - basso
- Mark Laff - batteria
- Ian Hunter - produttore